# Pouzolzia caudata
Pouzolzia caudata är en nässelväxtart som först beskrevs av Nathaniel Wallich, och fick sitt nu gällande namn av John Johannes Joseph Bennett. Pouzolzia caudata ingår i släktet Pouzolzia och familjen nässelväxter. Inga underarter finns listade i Catalogue of Life.